# 小舌菊
小舌菊（学名：Microglossa pyrifolia）为菊科小舌菊属的植物。分布在缅甸、老挝、印度尼西亚、台湾岛、越南、泰国、菲律宾、印度、马来西亚以及中国大陆的广东、广西、贵州、云南等地，生长于海拔400米至1,800米的地区，常生于山坡灌丛及疏林中，目前尚未由人工引种栽培。

## 别名
九里明、过山龙（海南）、梨叶小舌菊（广西）